# 清良平
清 良平（きよし りょうへい）は、日本の化学者。博士（工学）（東京大学）。芝浦工業大学SIT総合研究所客員教授。法政大学デザイン工学部兼任講師および維持管理工学研究所大学院特任研究員。東京大学生産技術研究所(IIS)受託研究員。日本インフラーキテクチュア検査技術協会理事長。元日本非破壊検査工業会(JANDT)計測分科会・配筋探査講習委員長および教育委員長。元日本非破壊検査協会NDIS-3429(2011)制定WG幹事。元日本コンクリート工学会TC242A電磁波高度利用委員会電磁波レーダーWG委員。計測技術サービス代表取締役。
専門は、分析化学・物質科学、機能性材料化学・電気化学。

## 略歴
1992年大阪工業大学工学部応用化学科卒業。検査会社に勤務した後、独立・起業し、2003年計測技術サービス代表取締役。その後、一般社団法人日本非破壊検査工業会(JSNDI)にて機材支部幹事・事務局長、計測分科会・配筋探査講習委員長、教育委員長などの要職を歴任。2022年東京大学大学院工学系研究科にて、博士（工学）（東京大学）を取得し、東京大学生産技術研究所(IIS)受託研究員。法政大学デザイン工学部兼任講師および維持管理工学研究所大学院特任研究員も務め、2025年芝浦工業大学SIT総合研究所客員教授、日本インフラーキテクチュア検査技術協会理事長。

## 主な研究
- 電磁波レーダ法によるかぶり厚さの検査方法に関する研究：コンクリートの含水率による比誘電率の設定方法 - 芝浦工業大学との共同研究
- サブテラヘルツ波を用いた腐食生成物の光学特性評価[5]
- レーダー法によるコンクリート構造物の診断
- 検査機器：地中探査レーダNJJ-96-地中埋設物を非破壊・リアルタイムで即キャッチの研究
- 赤外線センサを用いた外壁診断における反射箇所の解析方法